# Antonio Hugo de Omerique
Antonio Hugo de Omerique, né à Sanlucar de Barrameda le 6 janvier 1634 et mort à Cadix le 27 février 1705, est un mathématicien espagnol.

## Biographie
Fils de Hugo-Antonio et de Maria David, Hugo de Omérique est né dans une famille de commerçants, Hugo étudia la latin qu'il maniait avec aisance, exactitude et pureté. Vraisemblablement éduqué chez les jésuites, à Cadix, il publia vers 1689, sous la direction de Jakub Kresa, mathématicien jésuite tchèque (alors professeur au collège impérial de Madrid), une traduction d'Euclide (livres XVII et XVIII). 
On lui doit également un traité d'arithmétique et un autre de trigonométrie ainsi qu'un traité d'analyse géométrique: Analysis geometrica, sive nova et vera methodus resolvendi tam problemanda geometrica quam arithmeticas quaestiones où il se montre l'émule de Marino Ghetaldi. Il fut également apprécié par Camerer dans son De tractionibus (1795), Montucla dans son histoire des mathématiques (tome II), Lucio del Valle, José Echegaray, puis Michel Chasles dans son aperçu historique.
A Madrid, il eut l'occasion de rencontrer le prince Roger de Vintimille et de recueillir certaines de ses questions. Certains historiens, dont Albert Dou, considèrent Hugo de Omérique comme un successeur de François Viète.

## Œuvre
- Elementos de Euclides, à Bruxelles, pour Francisco Frappens, 1689.
- Analysis Geometrica (440 pages) imprimé à Cadix, chez Chrisobal de Reque[1].
- Tables artificielles (de logarithme), 1691, imprimé à Cadix, par la Compagnie de Jésus.